# Robert G. Harrington
Pour les articles homonymes, voir Harrington.
Ne doit pas être confondu avec Robert Sutton Harrington.
Robert G. Harrington (1904-1987) est un astronome américain.

## Biographie
Harrington a travaillé à l'observatoire du Mont Palomar. Il a découvert et codécouvert plusieurs comètes, parmi lesquelles les comètes périodiques 43P/Wolf-Harrington, 51P/Harrington, 52P/Harrington-Abell ainsi que 107P/Wilson-Harrington.
Il a également découvert l'amas globulaire Palomar 12 avec Fritz Zwicky.
L'astéroïde (3216) Harrington porte le nom de Robert Sutton Harrington, un autre astronome américain, en revanche le nom de Robert G. Harrington est présent dans la dénomination de la comète (4015) Wilson-Harrington.